# Paraleia nephrodops
Paraleia nephrodops är en tvåvingeart som först beskrevs av Günther Enderlein 1938.  Paraleia nephrodops ingår i släktet Paraleia och familjen svampmyggor. Inga underarter finns listade i Catalogue of Life.